# X (альбом Клауса Шульце)
X — десятый студийный альбом немецкого композитора и музыканта Клауса Шульце, вышедший в 1978 году.

## Об альбоме
Диск представляет собой 6 музыкальных биографий: Фридрих Ницше, Георг Тракль, Фрэнк Герберт, Фридеман Бах, Людвиг II Отто Фридрих Вильгельм Баварский и Генрих фон Кляйст.
Альбом немного выбивается из ряда альбомов периода 1975—1978 годов. X получился напряжённым и тревожным. В результате его трудно интерпретировать, как космическую музыку, хотя это никак не сказывается на интересе к этой работе. На сайте Клауса Шульце, «X» в ежегодных опросах «Top Ten Klaus Schulze Albums», многие годы традиционно занимает 2—3-е место.
Помимо электронного инструментария и появившейся впервые в альбоме Moondawn (1976) перкуссии (которую вёл Харольд Гросскопф), Шульце для двух треков записал ещё и струнный оркестр. В отличие от альбома Irrlicht (1972), звук оркестра присутствует в альбоме без дополнительной обработки. Путаницу с названием альбома («икс» либо «десять») обычно разрешают в пользу латинской десятки (десятый альбом).
В процессе записи альбома Х возникли разногласия с оркестрантами (в частности, дирижёр не смог «сработаться» с секвенсором), которые помог разрешить виолончелист Вольфганг Типольд (нем. Wolfgang Tiepold), взявший на себя роль дирижёра. Позже Типольд участвовал в записи альбома Dune.

## Список композиций

### Оригинальное издание
Диск 1
1. «Friedrich Nietzsche» — 24:50
2. «Georg Trakl» — 5:25
3. «Frank Herbert» — 10:51
4. «Friedemann Bach» — 18:00

Диск 2
1. «Ludwig II. von Bayern» — 28:39
2. «Heinrich von Kleist» — 29:32

### Переиздание 2005 года
Диск 1
1. «Friedrich Nietzsche» — 24:50
2. «Georg Trakl» — 26:04
3. «Frank Herbert» — 10:51
4. «Friedemann Bach» — 18:00

Диск 2
1. «Ludwig II. von Bayern» — 28:39
2. «Heinrich von Kleist» — 29:32
3. «Objet d’Louis» — 21:32 (бонус-трек)

## Участники записи
- Klaus Schulze — electronics, percussion (on «Friedemann Bach» and «Heinrich von Kleist»)
- Harald Grosskopf — drum kit
- Wolfgang Tiepold — cello (on «Heinrich von Kleist»), conductor (on «Ludwig II. von Bayern» and «Objet d’Louis»)
- B. Dragic — solo violin (on «Friedemann Bach»)
- Small string orchestra from Orchester des Hessischen Rundfunks (on «Ludwig II. von Bayern»)
- Large string orchestra of young Belgian musicians (on «Objet d’Louis»)